# Ian Ousley

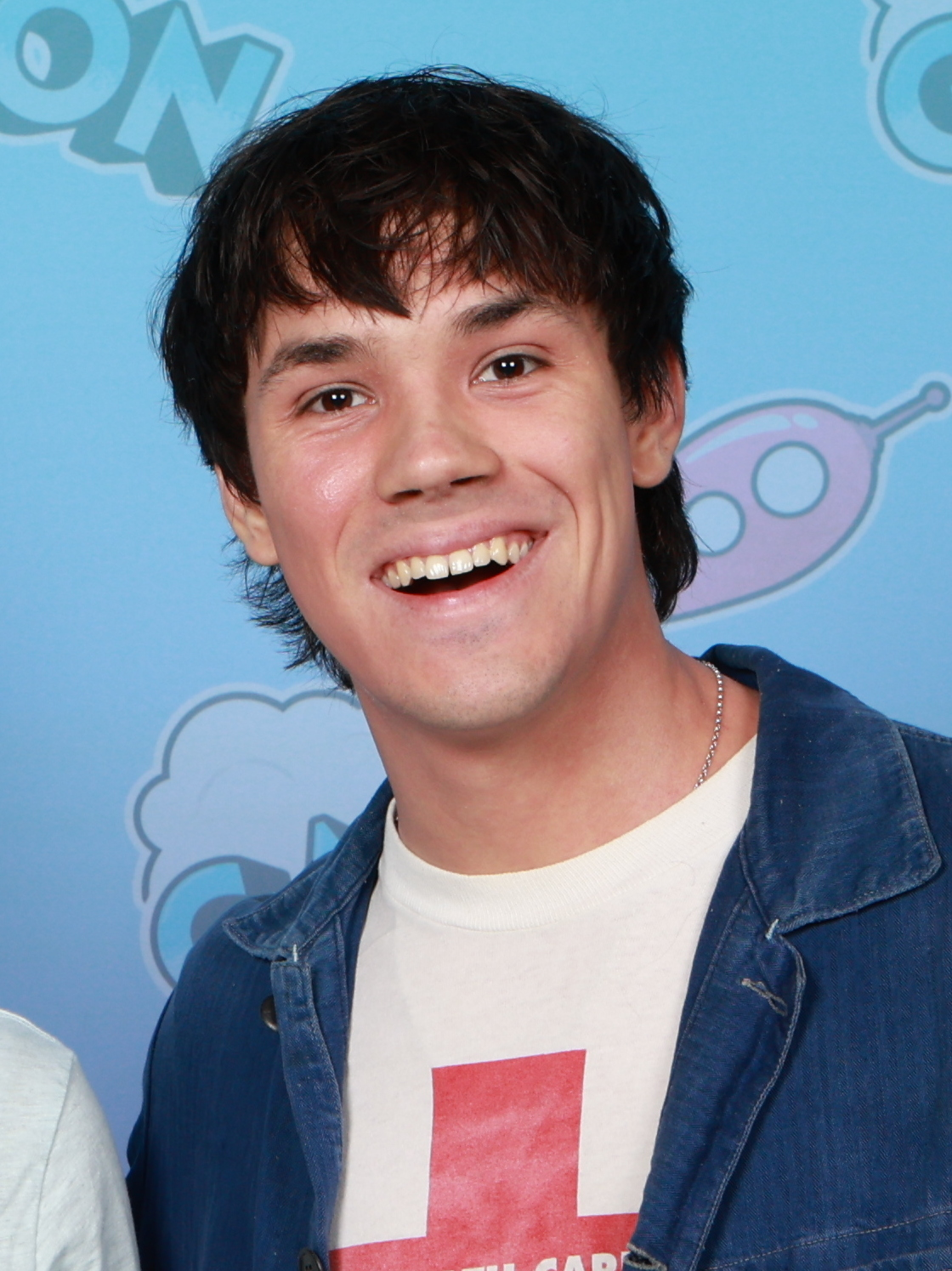
Ian Ousley

Ian Luke Ousley (* 28. März 2002 in College Station) ist ein kanadischer Schauspieler. Bekannt ist er durch die 2024 erschienene Netflix-Serie Avatar – Der Herr der Elemente.

## Biografie
Ousley wurde am 28. März 2002 in College Station in Texas geboren. Im Alter von neun Jahren begann er Taekwondo zu lernen und nahm fünf Jahre lang an nationalen Wettkämpfen teil. 2018 erwarb er einen schwarzen Gürtel. Sein Schauspieldebüt gab er 2019 in der Serie Sorry for Your Loss. Von 2019 bis 2020 war er in Tote Mädchen lügen nicht zu sehen. Außerdem trat er 2021 in Young Sheldon auf. 2024 erhielt Ousley die Rolle von Sokka in der Netflixserie Avatar – Der Herr der Elemente. Nachdem er für die die Rolle besetzt wurde, wurde berichtet, dass er teilweise Cherokee sei. Tatsächlich gehört er keinem der drei staatlich anerkannten Stämme der Cherokee in den Vereinigten Staaten an.

## Filmografie
Serien
- 2019: Sorry for Your Loss
- 2019–2020: Tote Mädchen lügen nicht (13 Reasons Why)
- 2020: Young Sheldon
- 2021: Big Shot
- 2021: Physical
- 2024: Avatar – Der Herr der Elemente (Avatar: The Last Airbender)